# Доменикетти, Джулия
Джулия Доменикетти (итал. Giulia Domenichetti, родилась 29 апреля 1984 в Анконе) — итальянская футболистка, играющая на позиции полузащитницы; выступает за команду «Фиорентина».

## Карьера

### Клубная
Воспитанница клуба «Анкоспед» из Анконы. Тренировалась под руководством Антонелло Пелати, до 14 лет выступала за команду в Серии C. В 1999 году выкуплена командой «Вигор Сенигаллия», в которой выступала до 2003 года, сыграв три сезона в Серии Б и проведя сезон 2002/2003 в Серии А2. В сезоне 2003/2004 выступала за команду «Сассари Торрес» с Сардинии и стала одной из лучших полузащитниц Италии, проведя за этот клуб почти 12 сезонов подряд (за исключением выступлений в сезоне 2011/2012 за «Кьязиеллис»). В сезоне 2014/2015 объявила о завершении игровой карьеры, ныне выступает за команду «Читта-ди-Фальконара» в чемпионате Италии по футболу 5x5, в Серии А. В 2016 году перешла в клуб Монтесильвано, с которым сразу же завоевала суперкубок Италии.

### В сборной
Играла за сборные Италии до 19 и до 21 года. В основной сборной дебютировала 13 апреля 2005 в товарищеском матче против Дании. За сборную провела более 80 матчей с учётом товарищеских. Играла на чемпионатах Европы 2005 (все три матча на групповом этапе), 2009 (все три матча на групповом этапе и четвертьфинал) и 2013 годов. Именно игра Доменикетти в стыковых матчах против Чехии позволила итальянкам выйти на Евро-2005 и Евро-2009.

## Достижения
- Чемпионка Италии: 2009/2010, 2010/2011, 2012/2013
- Победительница Кубка Италии: 2003/2004, 2007/2008
- Победительница Суперкубка Италии: 2009, 2010, 2013